# Gaoshan Dao
Gaoshan Dao är en ö i Kina. Den ligger i provinsen Shandong, i den östra delen av landet, omkring 360 kilometer nordost om provinshuvudstaden Jinan.